# Ham (Wiltshire)
Pour les articles homonymes, voir Ham.
Ham est un village et une paroisse civile du Wiltshire, en Angleterre. Il est situé dans l'est du comté, près de la frontière du Berkshire, à environ 5 km au sud de la ville de Hungerford. Au recensement de 2011, il comptait 161 habitants.

## Étymologie
Ham est un nom de village courant en Angleterre. Il provient du vieil anglais ham, qui possède plusieurs sens, mais fait généralement référence à un espace bien défini (par un cours d'eau, un méandre, une élévation de terrain…). Le village de Ham est attesté dans une charte de 931 sous la forme Hamme, puis dans le Domesday Book, à la fin du XIe siècle, sous la forme Hame.

## Personnalités liées
En 1922, Lytton Strachey et Ralph Partridge, tous deux membres du Bloomsbury Group, achètent la Ham Spray House, où plusieurs membres de ce groupe ainsi que d'autres écrivains artistes sont passés jusqu'au décès de Ralph en 1960 :
- Dora Carrington, peintre et artiste décoratif (1893-1932) ;
- Frances Partridge, écrivaine et chroniqueuse, épouse de Ralph (1900-2004) ;
- Lytton Strachey, écrivain et biographe (1880-1932).

## Crédit d'auteurs
- (en) Cet article est partiellement ou en totalité issu de l’article de Wikipédia en anglais intitulé « Ham, Wiltshire » (voir la liste des auteurs).